# Mantaghe-je Sanati-je Kamard
Mantaghe-je Sanati-je Kamard (pers. منطقه صنعتي كمرد) – miejscowość w Iranie, w ostanie Teheran. W 2006 roku miejscowość liczyła 1742 mieszkańców w 612 rodzinach.